# Искра (Правобережный округ)
Искра́ — микрорайон в Правобережном округе города Иркутска, Россия. Находится на выезде из города в сторону Качугского тракта. В микрорайоне располагаются озёра Первое, Второе, Третье и Четвёртое. Связан с микрорайоном Лесной и входит в ТОС «Лесной».

## География
Находится в 2 километрах от города Иркутск, в 400 метрах от реки Куда, которая частично впадает в Четвертое озеро. Климат данной местности резко континентальный с морозными зимами и умеренно-жарким летом. Средняя температура января ― −27°С, июля ― +25°С.

## История
История микрорайона началась 5 июля 1954 году, когда на этом месте организовали совхоз «Тепличный». Его работникам стали выдавать участки под строительство собственных домов. В 2019 в микрорайоне праздновали день рождения Искры. В честь этого в микрорайон приезжал мэр Иркутска Бердников Д. В.. Мэр отметил грамотами самых активных жителей микрорайона. В 2024 году в микрорайоне состоялся визит депутата иркутской городской думы, избирательного округа № 2 — Антонины Михайловны Корочкиной.

## Инфраструктура
- 3 магазина
- Бар
- Родник
- 2 гидранта
- Наркологическая клиника
- 3 детские площадки
- 2 общежития
- Спортивный клуб
- Футбольное поле

В будущем планируется постройка детского сада и школы.

## Транспорт
В микрорайоне есть одна автобусная остановка с единственным автобусом.